# Sviluppo piano di un poliedro

Sviluppo di un dodecaedro

Per studiare le caratteristiche di un poliedro spesso è stato utile costruire loro modelli ottenuti realizzando la sua superficie con poligoni in cartoncino opportunamente incollati (oggi si possono anche visionare utilmente loro modelli, realizzati con la computer grafica, meglio se animati e dotati di trasparenze).
Consideriamo dunque un poliedro convesso e pensiamo ad un suo modello in cartoncino. Si dice sviluppo piano del poliedro ogni figura piana connessa ottenuta dal suo modello in cartoncino tagliando un opportuno insieme dei suoi spigoli che renda possibile la distensione sul piano di quanto ottenuto.
Il termine sviluppo piano di un poliedro spesso viene accorciato in sviluppo di un poliedro; termine equivalente derivato dall'inglese è net di un poliedro.

## Sviluppi, alberi e dualità
Ciascuno degli sviluppi N(P) di un poliedro P le cui facce consideriamo distinguibili, ovvero etichettate, corrisponde biunivocamente all'albero disteso costituito dagli spigoli sui quali si sono praticati i tagli (ciascuno di essi individuato dalle etichette delle due facce). Tale albero si dice albero dei tagli dello sviluppo N(P). 
Esso corrisponde ad un sottoalbero spanning del grafo poliedrale del poliedro P, in quanto per trasformare la superficie di un poliedro in uno sviluppo piano il complesso degli spigoli tagliati deve toccare tutti i vertici del poliedro: in caso contrario le facce che incidono in un vertice non raggiunto dai tagli non potrebbero venire distese. Quindi, se v(P) è il numero di vertici di P, l'albero dei tagli di P presenta v(P)-1 spigoli; in altre parole per ottenere un qualsiasi sviluppo piano di un poliedro si devono effettuare v(P)-1 tagli su un suo modello in cartoncino. 
Un altro albero disteso associato a N(P) si ottiene facendo corrispondere un nodo ad ogni faccia e uno spigolo ad ogni spigolo di P non tagliato e quindi facente da saldatura fra due facce. Tale albero si dice albero delle facce dello sviluppo N(P). Se f(P) è il numero delle facce del poliedro P, l'albero delle facce di ogni sviluppo di P presenta f(P)-1 spigoli. 
Ci si rende conto facilmente, ad es. prendendo in esame qualche sviluppo di un cubo o di una piramide a base quadrata, che l'albero dei tagli di uno sviluppo N(P) è l'albero delle facce di uno sviluppo del poliedro duale di P, che denotiamo P*. Più completamente si osserva che ad uno sviluppo piano di un poliedro P corrisponde uno sviluppo piano duale del poliedro duale P*. 
Diciamo lato perimetrale di uno sviluppo piano di un poliedro P ogni lato della figura piana ricavato da un taglio di uno spigolo del suo modello superficiale. Si osserva che tutti gli sviluppi piani di un poliedro P hanno lo stesso numero di lati perimetrali, cioè il doppio del numero dei tagli del modello superficiale 2v(P)-2. Questo numero si può anche valutare come il doppio del numero degli spigoli di P diminuito del doppio del numero degli spigoli non tagliati, pari al numero dei collegamenti sull'albero delle facce. Quindi 2v(P)-2 = 2e(P)-2(f(P)-1); da qui segue l'identità poliedrale di Eulero v(P)+f(P)=e(P)+2.

## Classi di equivalenza degli sviluppi
Più sostanziali degli sviluppi dei poliedri etichettati, soprattutto per poliedri dotati di buona simmetria e in particolare per i solidi platonici, sono le classi di sviluppi equivalenti per sovrapposizione. Per la precisione occorre distinguere fra due equivalenze per sovrapposizione fra sviluppi di poliedri. Diciamo sovrapponibili nel piano due sviluppi che si possono "sovrapporre materialmente" effettuando rotazioni e traslazioni nel piano. Diciamo sovrapponibili nello spazio due sviluppi che si possono "sovrapporre materialmente" effettuando spostamenti rigidi nello spazio, ovvero rotazioni, traslazioni e riflessioni nel piano. 
Nei due casi parliamo rispettivamente di RT-equivalenza fra sviluppi di un poliedro e di RTM-equivalenza fra sviluppi di un poliedro (la M vuole ricordare la mirror symmetry). 
Nel caso di un poliedro che presenti una simmetria per riflessione rispetto ad un piano (poliedri regolari, piramidi, prismi, ...) nell'insieme degli sviluppi piani si ha una involuzione indotta I rispetto alla quale si individuano sviluppi piani che presentano una simmetria per riflessione (punti fissi della I) e coppie di sviluppi i cui elementi sono ottenibili l'uno dall'altro in seguito ad una riflessione nel piano (coppie duali della I). I due sviluppi di una coppia duale non sono RT-equivalenti ma sono RTM-equivalenti.

## Sviluppi del cubo

Sviluppo animato del cubo

Nel caso del cubo lo sviluppo è un esamino; si trovano 20 classi di RT-equivalenza di sviluppi e 11 classi di RTM-equivalenza. In altre parole si trovano 20 sviluppi di cui 2 sono invarianti per riflessione nel piano, ovvero costituiscono figure piane che presentano una simmetria per riflessione e 18 si collocano in 9 coppie duali.